# Mexique aux Jeux olympiques de la jeunesse d'hiver de 2012
Le Mexique a participé aux Jeux olympiques de la jeunesse d'hiver de 2012 à Innsbruck en Autriche du 13 au 22 janvier 2012. L'équipe mexicaine était composée d'un athlète en skeleton et de deux officiels. Le chef de mission de l'équipe était Carlos Pruneda.

## Résultats

### Skeleton
Le Mexique a qualifié un homme en skeleton. Santander est né dans l'état de l'Utah aux États-Unis.
Homme
| Athlète                  | Épreuve           | Finale        | Finale        | Finale        | Finale |
| Athlète                  | Épreuve           | Manche 1      | Manche 2      | Total         | Rang   |
| ------------------------ | ----------------- | ------------- | ------------- | ------------- | ------ |
| Joshua Montiel Santander | Individuel hommes | 1 min 01 s 85 | 1 min 02 s 52 | 2 min 04 s 37 | 14     |